# 弗農縣 (密蘇里州)
弗農縣（英語：Vernon County）是美国密蘇里州西部的一個縣，西鄰堪薩斯州，面積2,168平方公里。根據2020年美國人口普查，共有人口19,707人。縣治內華達（Nevada）。該縣成立於1855年2月27日，縣名紀念州參議員邁爾斯·弗農（Miles Vernon）。